# Správa Letiště Praha
Správa Letiště Praha, s.p., (v letech 1991–1995 Česká správa letišť, v letech 1995–2005 Česká správa letišť, s.p., v letech 2005–2008 Letiště Praha, s.p.) je český zbytkový státní podnik, který od roku 2008 spravuje pouze majetek nezahrnutý do transformace pražského letiště, tj. právní vztahy k ponechaným pozemkům dotčeným restitucemi, případně duplicitními zápisy.
Česká správa letišť vznikla jako příspěvková organizace ministerstva dopravy k 1. lednu 1991. K 1. červnu 1995 byla transformována na státní podnik, který spravoval čtyři mezinárodní letiště v majetku České republiky (Praha-Ruzyně, Brno, Ostrava, Karlovy Vary). Zákonem č. 166/2004 Sb. byla letiště v Brně, Ostravě a Karlových Varech převedena k 1. červenci 2004 do vlastnictví jednotlivých krajů, na základě čehož se změnili i provozovatelé těchto letišť. Ve správě České správy letišť zůstalo pouze ruzyňské letiště, takže v roce 2005 byl podnik přejmenován na Letiště Praha. V únoru 2008 došlo ke změně názvu podniku na Správa Letiště Praha. Majetek společnosti v hodnotě 25 miliard korun byl v rámci připravované privatizační transformace v roce 2008 přesunut do základního kapitálu nově založené akciové společnosti Letiště Praha, jejímž jediným akcionářem byl český stát prostřednictvím ministerstva financí.